# Embaié Uoldemariàm
Embaié Uoldemariàm (in ge'ez: አምባዬ ወልደ ማርያም; Cheren, 15 ottobre 1906 – Addis Abeba, 16 maggio 1954) è stato un politico etiope.
Durante l'impero di Hailé Selassié ricoprì importanti incarichi, tra cui quello di consigliere politico e giuridico del duca di Harar nel 1935, viceministro della giustizia nel 1942, viceministro degli esteri nel 1946, ministro della giustizia nel 1947 e ministro senza portafolio nella segreteria del primo ministro el 1952. Tornò ad essere ministro degli esteri dal 1953 fino a poco prima della morte.

## Biografia
In giovane età frequentò un seminario cattolico, dove suo nonno si era rifugiato quando si era trasferito a Cheren. Grazie al suo elevato profitto scolastico, venne selezionato per frequentare il Collegio Vaticano. In seguito studiò giurisprudenza all'Università di Parigi.
Tra la fine degli anni 1920 e l'inizio degli anni 1930 il principe ereditario Hailé Selassié girò l'Europa per prendere contatti diplomatici con i governi europei e incontrando intellettuali eritrei ed etiopi. Durante uno di questi viaggi, il principe ereditario Haile Selassié incontrò in Vaticano Embaié Uoldemariàm, il quale era pronto per essere ordinato sacerdote cattolico. In un momento cruciale della storia dell'Etiopia, il principe ereditario notò il potenziale di Embaié e lo reclutò per contribuire a costruire un governo moderno. Realizzando l'opportunità di lottare per la liberazione dell'Eritrea dal colonialismo italiano, Embaié aderì al Governo Imperiale dell'Etiopia. L'imperatore gli concesse una borsa di studio per proseguire gli studi superiori presso la facoltà di legge dell'Università di Parigi.
Nel 1935, durante l'occupazione italiana dell'Etiopia, Embaié raggiunse l'imperatore in esilio, prima a Gibuti e poi al Cairo via Khartum. A nome del governo etiope esiliato, partecipò ad attività politiche antifasciste. Rappresentò in Medio Oriente l'Imperatore etiope, agendo sia come decisore che come attivista politico. La sua esperienza si estese attraverso contatti a Tokyo nel 1936, dove per un anno svolse l'incarico di emissario diplomatico non ufficiale dell'imperatore etiope presso la corte imperiale del Giappone.
Dopo la liberazione dai fascisti, Embaié tornò in Etiopia e partecipò alla modernizzazione del sistema giudiziario etiope. Lavorò a stretto contatto con il blatengeta Lorenzo Taezaz (suo compagno di scuola e mentore dai tempi del seminario cattolico di Cheren) in materia di giustizia internazionale, sottoscrivendo per conto del suo paese il trattato per l'istituzione della Corte internazionale di giustizia all'Aia. Nel 1946 fu incaricato di presentare alla Commissione sui crimini di guerra delle Nazioni Unite la richiesta ufficiale dell'Etiopia di processare i criminali di guerra fascisti (Badoglio, Graziani e altri). Nel 1947 fu membro della Commissione Anglo-Etiopica per i Confini.
In 1945 Embaié Uoldemariaàm, l'ato Aklilu Habte-Wold e il blatta Efrem Teuolde Medhin  rappresentarono l'Etiopia come delegati e firmatari in varie commissioni che portarono all'istituzione delle Nazioni Unite.
Embaié ebbe molti disaccordi con le potenti autorità del Palazzo Imperiale dell'epoca. Uno dei principali disaccordi riguardò il cosiddetto piano Bevin-Sforza, in cui gli inglesi ipotizzarono di spartire l'Eritrea tra il Sudan (pianure) e l'Etiopia (altopiani). Embaié Uoldemariàm, le cui origini familiari abbracciavano sia gli altipiani (la madre era originaria di Meraguz, nella provincia di Serae) e le pianure (il padre era di Hamelmalo, Anseba), si oppose fermamente all'idea di dividere la nazione dell'Eritrea, del cui patrimonio culturale era molto orgoglioso. Per questo motivo minacciò più volte di dimettersi dall'incarico governativo, ma l'amico e vicino di casa Ato Aklilu Habte-Wolde lo convinse a rimanere e a portare avanti la sua causa.
All'inizio degli anni 1950, Emabié iniziò ad ammalarsi: nel 1953, quando ricopriva l'incarico di ministro degli esteri, la sua salute peggiorò gravemente e il governo imperiale lo portò in Svezia per le cure. Ritornato in patria, morì all'età di 46 anni.